# Регул (звезда)
Регул (α Leonis; Алфа от Лъв) е най-яркият обект в съзвездието Лъв и една от най-ярките звезди в нощното небе. Намира се на 79 светлинни години от Слънцето. Въпреки че изглежда като една звезда, Регул всъщност е система от четири звезди, организирани по двойки. Спектроскопската двойна звезда Регул A е съставена от синьо-бяла звезда от главна последователност и придружаващата я звезда, която все още не е била пряко наблюдавана, но най-вероятно е бяло джудже. HD 87884 е отделена от Регул на 176″ и представлява двойна система.
Традиционното име на звездата произлиза от латинското Regulus – „малък крал“ или „принц“.

## Наблюдение
Системата на Регул като цяло е 24-тата най-ярка звезда в нощното небе, имайки видима звездна величина от +1,35. Повечето от светлината идва от Регул A. Ако се наблюдава Регул B независимо, той би бил видим с бинокъл обект с величина +8,1, а Регул C, имайки величина +13,5, би изисквал значителен телескоп, за да бъде видян. Самият Регул A е спектроскопска двойна звезда, като второстепенният компонент е много по-блед от основния и все още не е бил пряко наблюдаван. Двойката BC се намира на 177 арксекунди от Регул A, което ги прави различими с помощта на аматьорски телескоп.
Регул е на 0,465 градуса от еклиптиката и редовно се закрива от Луната. Закривания от Меркурий и Венера също са възможни, макар и много редки. Последният път, когато Регул е била закрита от Венера, е на 7 юли 1959 г., а следващото такова събитие ще настъпи на 1 октомври 2044 г. Други планети няма да закрият Регул през следващите няколко хиляди години, поради техните орбитални позиции. На 19 октомври 2005 г. астероидът 166 Родопа закрива звездата, като събитието е наблюдавано от няколко държави по Средиземноморието. Диференциалното пречупване на светлината е измерено като съвместимо с общата теория на относителността.
Звездата се вижда най-добре вечерта в северното полукълбо през зимата и пролетта. Към края на февруари може да се наблюдава цяла нощ как пресича небето. За повечето земни наблюдатели, хелиакалният изгрев на Регул настъпва през първата седмица на септември.

## Звездна система
Регул е звездна система, включваща поне четири звезди. Главният компонент е Регул A, който има придружаваща звезда, отделена на 177". Той е синьо-бяла звезда от главна последователност и спектрален клас B7V, около която се върти звезда с маса 0,3 слънчеви маси, като най-вероятно става въпрос за бяло джудже. Двете звезди извършват пълно завъртане около общия си център на масите за около 40 дни.
Дълго време се смята, че Регул A е относително млада звезда, на 50 – 100 милиона години, съдейки по температурата, светимостта и масата ѝ. Въпреки това, наличието на бяло джудже в системата ѝ означава, че тя е поне на милиард години, само за да е възможно образуването на бялото джудже. Разминаването може да бъде обяснено с история на пренос на маса върху някогашната далеч по-малка Регул A.
Основният компонент на Регул A е с поне 3,5-пъти по-голяма маса от Слънцето. Върти се изключително бързо, имайки ротационен период от едва 15,9 часа, което ѝ придава сплескана форма. Резултатът е т. нар. „гравитационно потъмняване“ – фотосферата на Регул при полюсите е значително по-гореща и петкратно по-ярка в сравнение с екваторния регион. Повърхността на звездата при екватора се върти с около 320 km/s, което представлява 96,5% от критичната ъглова скорост, при която звездата започва да се разпада. Поради това, тя излъчва поляризирана светлина.
Регул BC се намира на 5000 астрономически единици от Регул A. Те споделят общо собствено движение и се смята, че орбитират една около друга. Регул B и Регул C образуват двойката HD 87884. Първата е звезда от клас K2V, докато втората е от клас M4V. Второстепенният компонент има орбитален период от около 600 години и е отделена на 2,5".